# Villa Pax
La maison dite villa Pax est l’une des quinze villas balnéaires répertoriées patrimoine exceptionnel de la commune de La Baule-Escoublac, dans le département français de la Loire-Atlantique. Construite en 1908 par Georges Lafont et André Chauvet, il s’agit d’une villa de style dissymétrique gothique, située dans le lotissement Pavie.

## Localisation
La villa est située au 5, avenue Pasteur, au milieu d’un jardin bordé au sud par l’avenue Pierre-Loti (33 bis), dans le lotissement Pavie de La Baule-Escoublac.
Ce lotissement porte le nom d’André Pavie, maire de La Baule de 1917 à 1925. Il se situe entre le lotissement Hennecart à l’est et le quartier Benoît à l’ouest. Il est également dénommé quartier du casino et il s’étend autour de l'institut Verneuil, inauguré en 1896. Il s’agit d’un lotissement de 40 ha, dessiné par Georges Lafont, qui recèle, au XXIe siècle, les principaux établissements baulois de prestige du groupe Barrière.

## Patrimoine de La Baule-Escoublac
La zone de protection du patrimoine architectural, urbain et paysager (ZPPAUP) de La Baule-Escoublac rassemble 6 871 bâtiments, parmi lesquels 15 villas sont distinguées en patrimoine exceptionnel ; 699 autres sont recensées en patrimoine remarquable à conserver et 1 741 en patrimoine d’accompagnement essentiel.

## Historique
La maison a été construite sur les plans dessinés par Georges Lafont et André Chauvet en 1908 pour madame Abricossof, femme de lettres et poétesse.
Le style de la construction est similaire à celui de la villa Ker Louisic, construite par les deux mêmes architectes en 1906,.

## Architecture
La villa est de type dissymétrique gothique, couverte d’ardoise et montée en moellons pour les murs et pierres de taille pour les linteaux à cintre.
La façade ouest présente un ensemble d’oriels, de bardage d’ardoises et de baies en plein cintre. Le bureau de la poétesse est situé dans une tourelle à quatre pans, percée de trois fenêtres dans sa partie supérieure.
La façade sud, qui donne sur l’avenue Pierre-Loti, est traitée dans une inspiration plus balnéaire, ouverte sur l’extérieur, avec terrasse, véranda et balcon.